# Site mégalithique de Meninas do Crasto
Le site mégalithique de Meninas do Crasto est un groupe de tumulus situé dans la freguesia de Ovil (pt), sur le territoire de la municipalité de Baião (district de Porto, Portugal). 
Le mot mamoa (pt) est utilisé dans le nord-ouest de la péninsule ibérique pour désigner les tumulus funéraires caractéristiques du Néolithique.

## Description
Les vestiges de  ces monuments mégalithiques, construits au Chalcolithique, est un groupe de six tumulus (mamoa en portugais) dont certains ont été étudiés.
- Mamoa 1 : Ce tumulus comprend une zone funéraire délimitée par un cercle de pierres encastrées.
- Mamoa 2 : Il a été « sauvé » en 1982, après une destruction effectuée pour réparer un chemin de terre. La datation au carbone 14 du charbon de bois trouvé dans le sol sous le monument a indiqué une date entre 4229 et 3969 av. J.-C.  (fin du Ve au début du  IVe millénaire av. J.-C.).
- Mamoa 3 : C'est un tumulus terrestre, recouvert d'un contrefort de dalles superposées et particulièrement bien conservé et bien imbriqué. Lors de ses fouilles, il comportait une petite chambre polygonale, avec quatre orthostates encore en place et un autre effondré. Six piliers ont été retrouvés et il devait y avoir un septième pilier (traces dans le sol de l'endroit où il reposait). La dalle de couverture a été installée au sol, à une trentaine de mètres au nord du monument. En 2006, il a été constaté que la chambre correspondait à une chambre fermée et que l'absence d'un support était due à sa destruction par l'ouverture du chemin. Une couverture géotextile a ensuite été placée à l'intérieur de la chambre, un système de contrefort a été construit à l'intérieur de la chambre et un système de drainage simple a été créé[2].
- Mamoa  4 : Vestiges d'un petit tumulus bas, fortement perturbé. Il s'agit d'un monticule relativement isolé, bien qu'à environ 200 m de Mamoa 3. Il possède un anneau de confinement périphérique composé de gros blocs et dalles de granit. À l'intérieur, se trouve un deuxième renfort, également constitué de gros blocs, mais dans une position plus désordonnée. Parmi les restes collectés, se distinguent une spirale en argent, un fragment de vase aux surfaces polies, avec deux petits tétons plats sur le bord, et un fragment de collier en matériau noir, très probablement du jais. L'analyse du carbone 14 du charbon de bois dans le sol sous le gravier concassé a indiqué une date entre 3300 et 2041 av. J.-C. (fin du IVe à la fin du IIIe millénaire av. J.-C.).